# 朽木ゆり子
朽木 ゆり子（くちき ゆりこ）は、日本のジャーナリスト、翻訳家。

## 来歴
東京都生まれ。小学校時代一時期神戸市に住む。東京都立小石川高等学校を経て国際基督教大学教養学部社会科学科卒、同大学院行政学修士課程修了。コロンビア大学大学院政治学科博士課程に学ぶ。1987年から1992年まで「日本版エスクァイア」副編集長。1994年よりニューヨーク在住。美術関係の著作が多い。

## 著書
- 『盗まれたフェルメール』（新潮選書） 2000.3、のち改訂版（集英社インターナショナル新書） 2018.10
- 『マティーニを探偵する』（集英社新書） 2002.7
- 『はたらく女性のための英会話レスキューブック』（ホーム社） 2003.6
- 『パルテノン・スキャンダル - 大英博物館の「略奪美術品」』（新潮選書） 2004.9
- 『フェルメール全点踏破の旅』（集英社新書ヴィジュアル版） 2006.9
- 『ハウス・オブ・ヤマナカ - 東洋の至宝を欧米に売った美術商』（新潮社） 2011、のち新潮文庫 2013
- 『邸宅美術館の誘惑 - アートコレクターの息づかいを感じる至福の空間』（集英社） 2014
- 『ゴッホのひまわり全点謎解きの旅』（集英社新書ノンフィクション） 2014

### 共著
- 『謎解きフェルメール』（小林頼子共著、新潮社、とんぼの本） 2003.6
- 『フェルメール巡礼』（前橋重二共著、新潮社、とんぼの本） 2011.11
- 『深読みフェルメール』（福岡伸一共著、朝日新書） 2012.7

## 翻訳
- 『ソビエト連邦の崩壊』（ドナルド・ジェイムス、浜田五月共訳、ダイナミックセラーズ） 1983.8
- 『エイジレス人間の時代 不老社会を築くパイオニアたち』（キャロライン・バード、西岡公共訳、ABC出版） 1985.1
- 『Tokyo、お店探し名人になれる本 おいしくて、安くて、コンファタブル! ベスト・ランク75軒!』（ケイト・クリッペンスティーン、集英社） 1997.10
- 『カリスマ』（マイク・ウィルソン、椋田直子共訳、ソフトバンク出版事業部） 1998.3

## 論文
- The Enemy Trade United Staters and the End of Yamanaka , Impressions,vol34 , Japanese Art Society of America 2013

## 参考
- 著書に記された履歴[要追加記述]